# Tramvajová štola pod Špilberkem
Tramvajová štola pod Špilberkem je nedokončená geotechnická průzkumná štola v Brně. V její trase měl být veden navrhovaný, ale nikdy nerealizovaný tramvajový tunel pod Špilberkem, který měl být součástí brněnské tramvajové sítě.

## Historie
Na konci 70. let 20. století usilovalo vedení města o propojení Starého Brna s centrem města rychlou tramvají, neboť tramvajová trať vedená po Pekařské ulici nebyla pro kapacitní spojení vyhovující. Začala proto projekce tramvajového tunelu pod vrchem Špilberk, na kterém stojí stejnojmenný hrad. V roce 1977 byla zahájena realizace průzkumné štoly v trase chystaného propojení. Projekt ale byl již v roce 1979 zastaven, přesné důvody nejsou známé – možná byla výstavba moc drahá, nebo průzkum nevyhovoval geologům či technickým normám. Nedokončená průzkumná štola o délce 510 m tak byla opuštěna.
S vedením tramvajové trati v této trase pod Špilberkem počítá brněnský územní plán i nadále, trasa je rezervovaná.

## Geologické vlastnosti
Ve štole se vyskytují puklinové prameny, geologická anomálie, kde na několika místech protéká puklinami ve skále povrchová voda, která se sytí minerály. Poté vznikají sintrové náteky a z kamenů obalených vápencem vznikají „říční perly“.

## Vedení tunelu
Spodní portál tunelu se měl nacházet v proluce u dolního konce Pekařské ulice, pod ulicí Sladovou, kde je také vstup do průzkumné štoly. Tramvaje měly pravotočivým obloukem projet pod špilberským masivem a vyústit u křížení dnešních ulic Údolní, Marešovy a Joštovy. Tunel měl mít přibližnou délku 650 m.